# Metal Boys
Metal Boys est un groupe de synthpunk français. Formé en 1977, il s'agit, avec le groupe Doctor Mix and the Remix, de l'un des deux projets parallèles du groupe punk français Métal Urbain. Metal Boys proposait une musique plus raffinée, plus expérimentale et globalement moins agressive que celle du répertoire de Métal Urbain. Les paroles étaient également plus recherchées et plus poétiques. En revanche, l'approche électro-minimale, propre à Métal Urbain, demeurait une constante. Du fait de la présence des mêmes musiciens, les titres des singles et de l'unique album produits par le groupe Métal Boys sont considérés comme interchangeables avec ceux du groupe Métal Urbain. Certains morceaux sont attribués aléatoirement à l'une ou l'autre entité musicale en fonction des compilations.

## Biographie
Le groupe est formé au printemps 1979 à la suite du départ de Clode Panik de Métal Urbain en décembre 1978. Il est alors composé du noyau dur de Métal Urbain, Eric Débris au chant et machines, Hermann Schwartz et Pat Lüger aux guitares. En home-studio, ils enregistrent un album entier de nouvelles compositions, reprises de titres de Metal Urbain, et quelques reprises rockabilly synthétique aux guitares saturées, qui ne sortira pas. Seul de cette période et de ses sessions, le single Sweet Marilyn / Fugue for a Darkening Island est édité par Rough Trade en 1979. Sweet Marylin est en réalité une version « en anglais » de Lady Coca Cola, titre initial de Metal Urbain, réarrangée par Hermann Schwartz,. La face B est un instrumental datant de la formation originale de Metal Urbain (qui comprend une démo de novembre 1976 sur les compilations de Metal Urbain L'âge d'Or et Chef-d'œuvre).
Après le départ de Schwartz et Lüger en 1980, une seconde formation du groupe, avec Charlie H aux machines, et la chanteuse China, qui partage les vocaux avec Eric Débris, enregistre Tokio Airport, un album au genre plus techno-cold wave, précurseur de la French Touch, mais où le style Metal Urbain est toujours présent. Le groupe cesse ses activités en 1982, quand Eric Débris reforme Metal Urbain à nouveau.
L'album Tokio Airport est remixé entre 2002 et 2003 par Eric Débris, et réédité en 2004 par Seventeen Records, dans une version étendue et plus agressive que l'original (qui reste disponible en disque bonus dans la réédition).

## Membres

### Derniers membres
- Éric Débris - chant, machines
- Charlie H - machines
- China - chant féminin

### Anciens membres
- Hermann Schwartz - guitare, chant
- Pat Lüger - guitare

## Discographie
- 1979 : Sweet Marilyn / Fugue for a Darkening Island (single ; Rough Trade Records)
- 1980 : Tokio Airport (Celluloid)
- 2004 : Tokio Airport 2000 / Tokio Airport 80 (double réédition remixée et augmentée + original remastérisé Seventeen Records)
- 2004 : Tokio Airport (édition US 1 seul CD de la version double Seventeen Records)
- 2004 : Anarchy in Paris! / Tokio Airport (Acute Records)[1]
- 2008 : Anthologie 77-79 (Métal Urbain)|Anthologie 77-79 (box set anthologique 3 CD, regroupant également des titres de Métal Urbain et de Doctor Mix and the Remix. Présente une compilation des enregistrements avec Débris/Schwartz/Lüger de 1979 dont certains instrumentaux inédits et versions alternatives) Seventeen Records/FGL